# Amora Bettany
Amora Bettany est une artiste brésilienne travaillant dans le domaine du jeu vidéo. Elle a notamment travaillé pour les jeux Celeste et TowerFall. 

## Biographie
En 2010, Amora Bettany lance Miniboss, un studio de jeux vidéo indépendant. Elle y est spécialisée dans le domaine de l'art appliqué au domaine du jeu vidéo,,.
Elle travaille sur le concept art en haute résolution, puis celui-ci est ensuite transformé en pixel art par son partenaire Pedro Medeiros ou utilisé dans le jeu tel quel.
En 2014, son studio s'associe à Alpaca Team pour créer Indie House SP. Elle travaille alors notamment pour le jeu TowerFall, créé par Maddy Thorson.
À partir de 2018, elle travaille sur un autre jeu de Maddy Thorson : Celeste.

## Jeux
| Jeu                   | Rôle                                                | Année |
| --------------------- | --------------------------------------------------- | ----- |
| Out There Somewhere   | Game design/art/écriture                            | 2012  |
| Deep Dungeons of Doom | Game design/art/écriture                            | 2013  |
| TowerFall             | Conception des personnages/concept art/localisation | 2014  |
| Celeste               | Aide à la rédaction/concept art/localisation        | 2018  |
| Iconoclasts           | Tests                                               | 2018  |